# Victor Collodion
Pour les articles homonymes, voir Malfait.
Victor Malfait, dit Victor Collodion, né le 12 juin 1842 à Lille et mort le 22 novembre 1873 dans l'océan Atlantique, est un caricaturiste français.

## Biographie
Victor-Alexandre-Louis Malfait est le fils d'Appoline-Albertine-Joseph Bocquet et d'Alexandre-Victor Malfait, fabricant de tulle à Lille.
Apprenti photographe à Clermont-Ferrand, Victor Malfait se fait connaître à partir des années 1860 en réalisant des portraits-charges à la manière d'André Gill, qu'il signe du pseudonyme de « Collodion » en référence au collodion humide alors utilisé en photographie. Vers 1864, il travaille pour Decourt, imprimeur-lithographe à Mâcon. En 1866, il est de passage à Saint-Étienne, où il vend dans les cafés des portraits et des caricatures réalisés en très peu de temps. Cette célérité d'exécution devient bientôt sa marque de fabrique.
Dramaturge occasionnel, il a coécrit avec Félix Savard (d) un vaudeville pour les Folies-Dramatiques.
En juillet 1867, il fonde à Clermont-Ferrand un journal illustré, La Mouche clermontoise, remplacé l'année suivante par La Musette clermontoise. En 1868, il serait parti pour Paris, où il aurait peiné à percer, se contentant de divers travaux peu rémunérateurs.
Collodion se rend ensuite à Bordeaux. Entre les mois d'octobre 1868 et de mars 1869, il y dessine les couvertures du Gaulois, un hebdomadaire satirique. L'une de ces caricatures, qui devait représenter Jules Mirès, est interdite par les autorités. Sur le numéro suivant, le caricaturiste s'est donc représenté lui-même dans l'ombre menaçante du rasoir de la censure. Entre avril et juin 1869, il dirige le Bordeaux pour rire.
En 1869, Collodion vit pendant quelque temps à Vichy, où il collabore notamment à la revue Le Programme. Il travaille également pour Le Contribuable de Rochefort.
Après la Guerre franco-allemande de 1870 et la Commune, Collodion fait jouer une revue au théâtre du Mans (Le Mans, 10 minutes d'arrêt !) puis retente sa chance dans la capitale. Il est alors engagé par Arsène Goubert pour réaliser des charges instantanées à l'Alcazar. L'une de ses caricatures, qui représentait l'acteur Léonce affublé de lunettes, ayant été prise pour une caricature non autorisée du président Thiers, le théâtre est sanctionné d'une fermeture de huit jours. À la suite de cette mésaventure, le directeur de l'établissement renvoie le dessinateur.

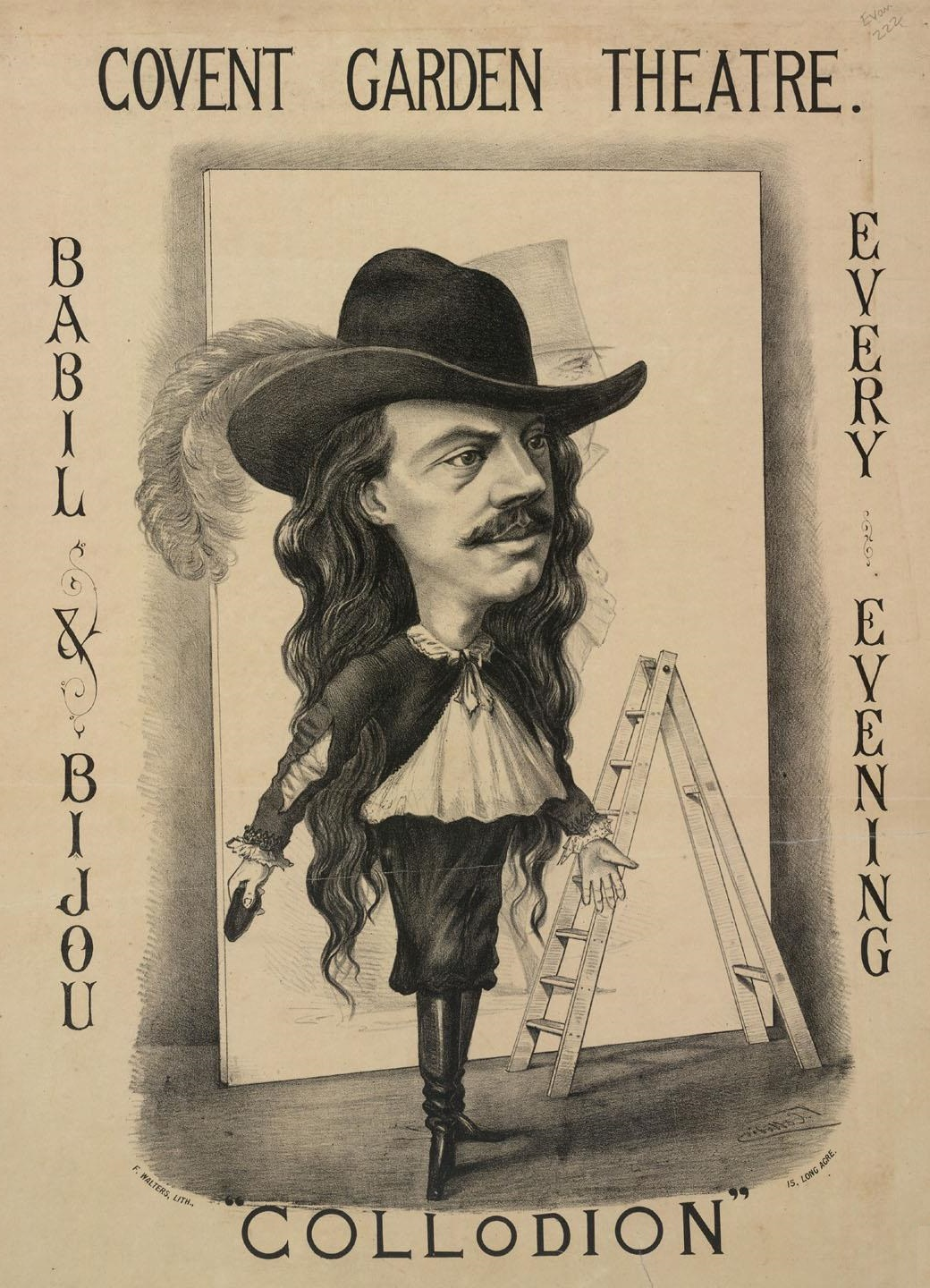
Autoportrait sur une affiche pour le spectacle du Covent Garden Theatre (fin 1872 ou début 1873).

Après s'être produit aux Folies Bergère et avoir vendu des charges à dix francs dans le vestibule du Théâtre-Miniature, Collodion s'embarque vers la fin de l'année 1872 pour Londres, où il a obtenu un engagement par l'entremise de l'éditeur de musique Bernard Latte. Il se produit ainsi à Covent Garden, où la féerie Babil et Bijou de Dion Boucicault intègre sa performance, qui consiste à dessiner en quelques minutes de gigantesques caricatures sur des toiles hautes de trois ou quatre mètres. Très applaudi par le public, le même numéro accompagne les représentations du Black Crook d'Harry Paulton à l'Alhambra Theatre. Après la prolongation de son contrat jusqu'au 10 mars 1873, Collodion se rend au Théâtre Royal de Manchester.
À cette époque, il poursuit sa collaboration à diverses feuilles satiriques telles que Le Sifflet.
De retour à Paris, Victor Malfait se marie le 26 juillet 1873 avec Françoise Bertillot (1846-1873), dite Faustine, une jeune artiste lyrique native de Lyon. L'homme de lettres Alfred Touroude et l'artiste lyrique Jacques-Louis Pourtalet, dit Valaire, figurent parmi les témoins des époux.
Peu de temps après son mariage, Collodion se rend à New York pour honorer un contrat très avantageux avec l'Olympic Theatre à partir du mois de septembre. Une fois cet engagement terminé, le caricaturiste et sa femme décident de rentrer à Paris. Ils s'embarquent ainsi sur le transatlantique Ville-du-Havre, qui sombre le 22 novembre après être entré en collision avec un clipper. Collodion et son épouse figurent parmi les 226 victimes de ce naufrage.

## Collaborations
- La Mouche clermontoise (1867)
- La Musette clermontoise (1868)
- Turlututu (Moulins) (1868)
- Le Gaulois (1868-1869)
- Bordeaux pour rire (1869)
- Le Programme (Vichy) (1869)
- Le Contribuable (Rochefort) (1869)
- Le Pilori (Nantes) (1870)
- Le Diable rose (Lille) (1872-1873)
- Le Sifflet (1873)

## Galerie

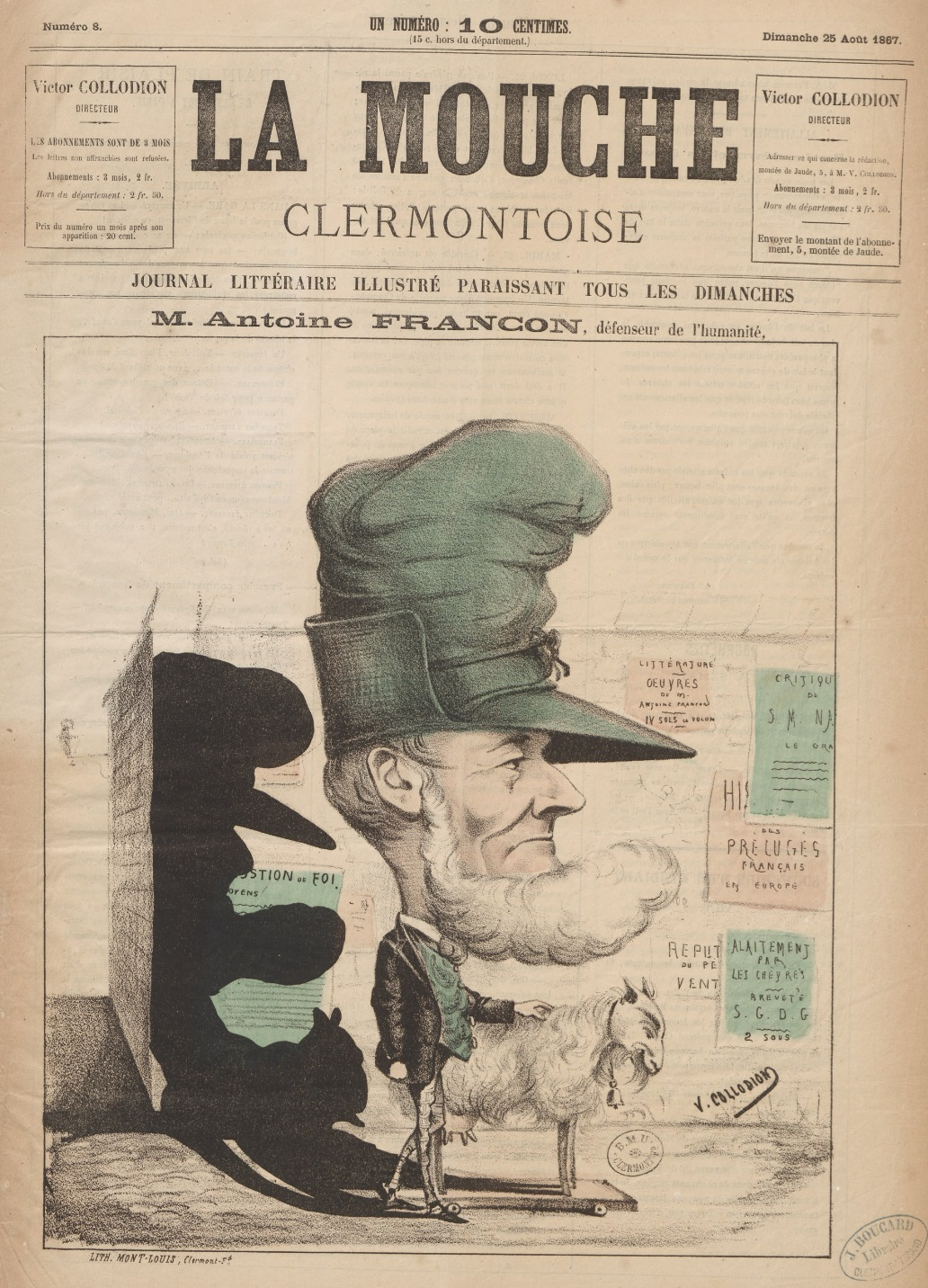
Antoine Francon (La Mouche clermontoise, 25 août 1867)
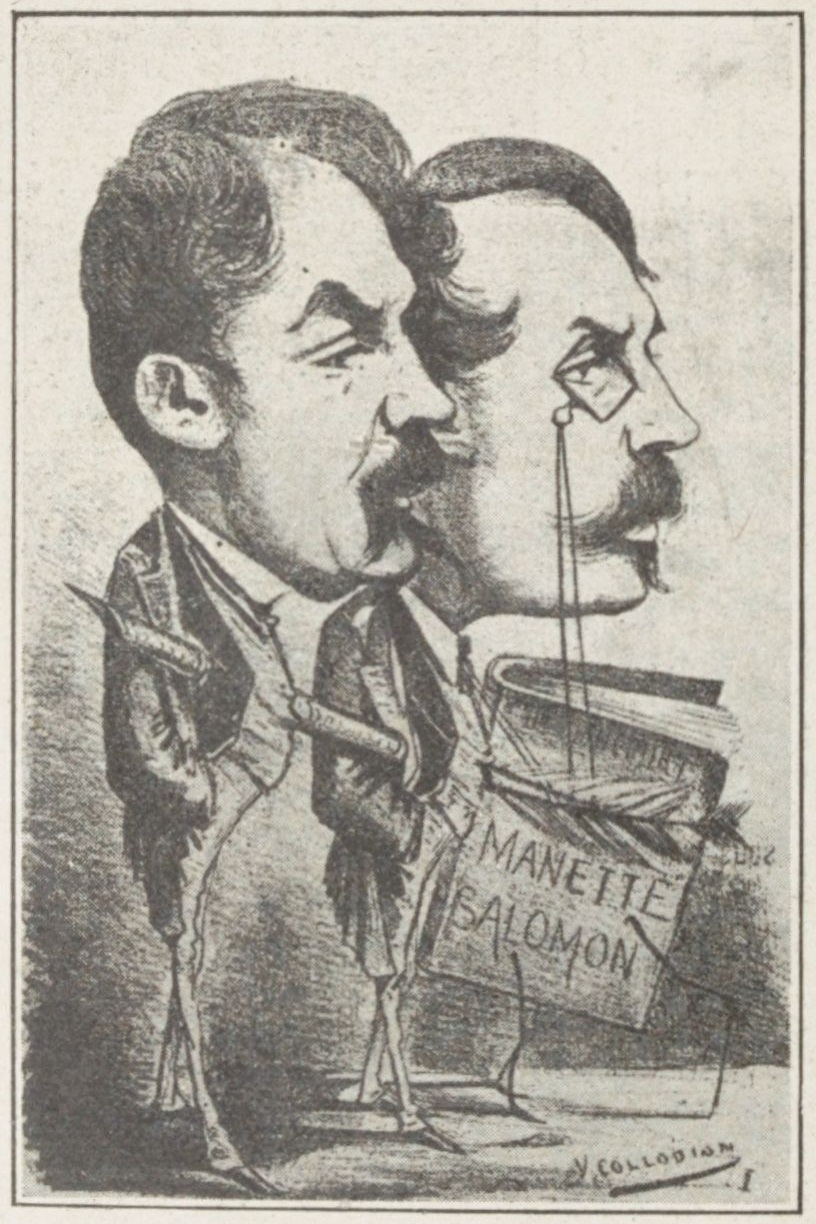
Edmond et Jules de Goncourt (1868)
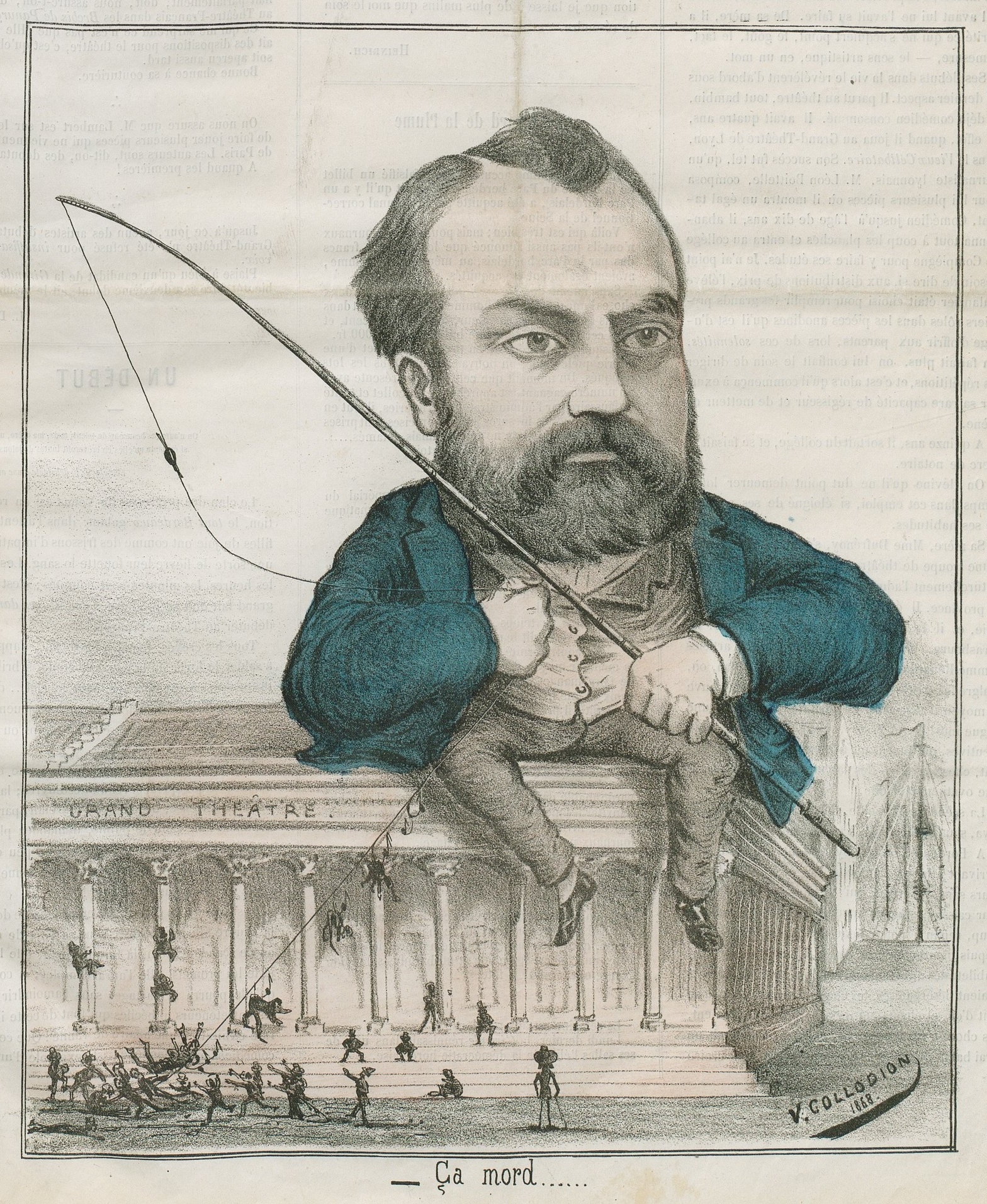
Halanzier-Dufresnoy, directeur du Grand Théâtre (Le Gaulois, 24 octobre 1868)
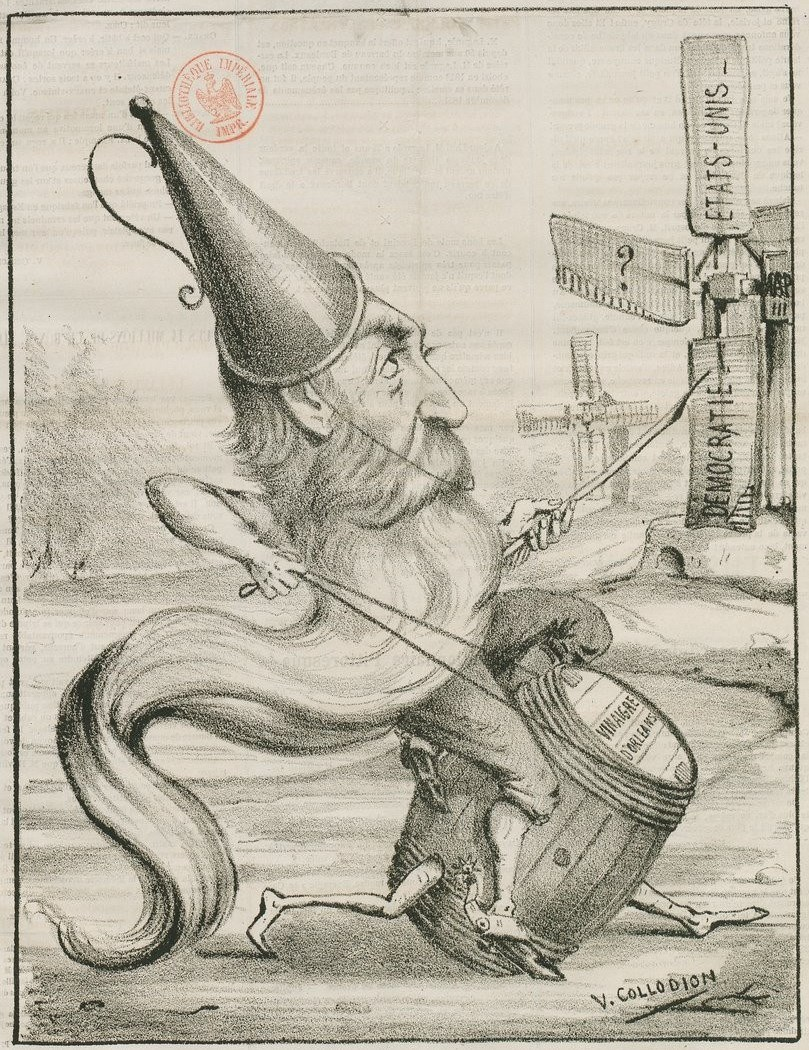
Émile Crugy (Le Gaulois, 29 novembre 1868)
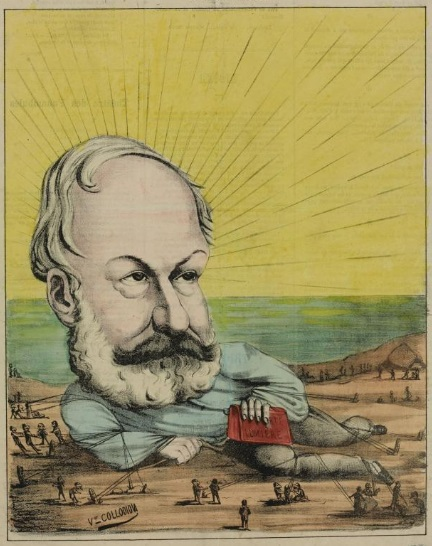
Victor Hugo (Le Gaulois, 10 janvier 1869)
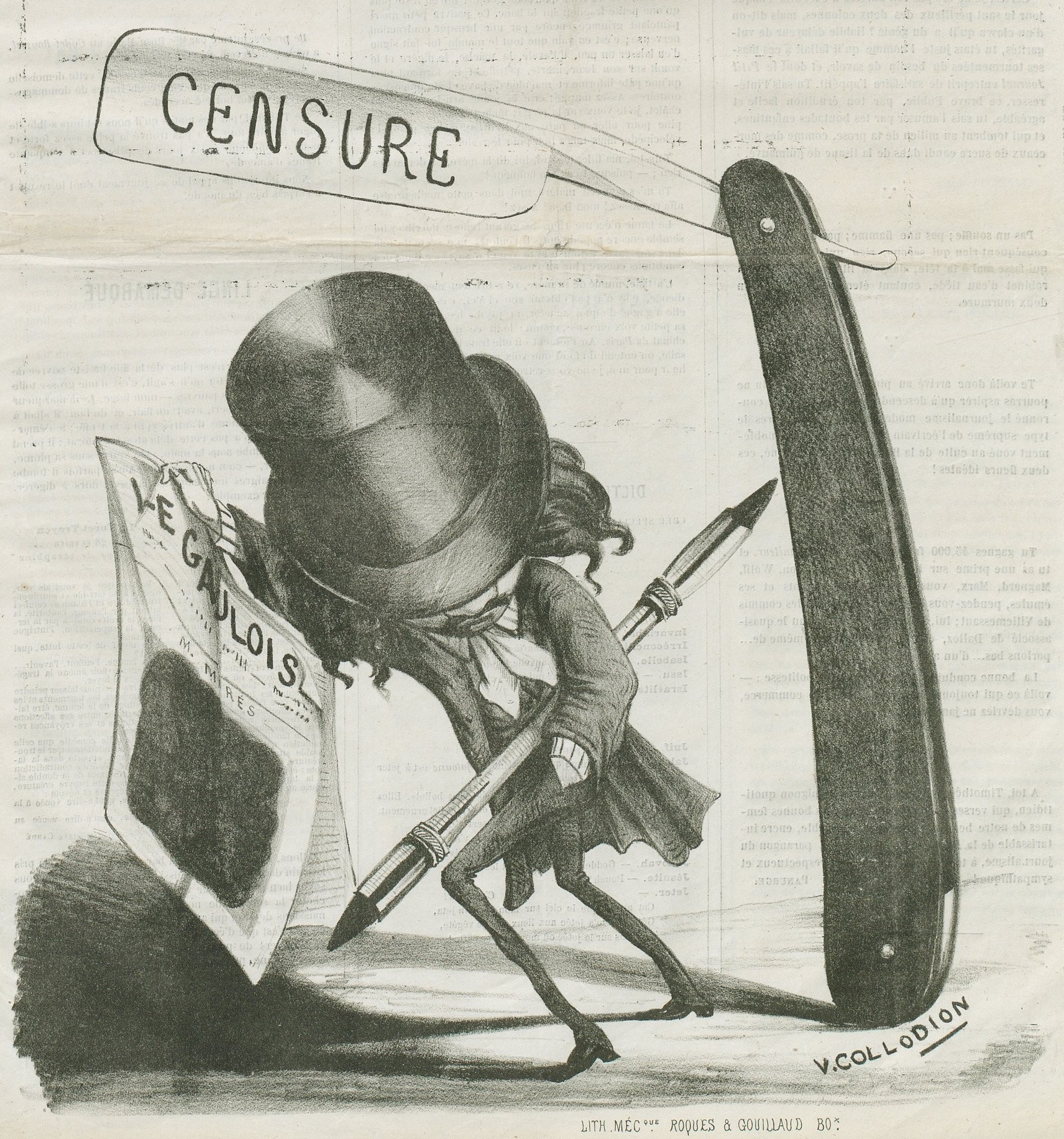
Autoportrait (Le Gaulois, 28 mars 1869)